# دانشگاه پلی‌تکنیک کوانتلن
دانشگاه پلی‌تکنیک کوانتلن (انگلیسی: Kwantlen Polytechnic University) دانشگاه دولتی آمریکایی است، که در سال ۱۹۸۱ تأسیس شد.